# ISO 3166-2:AW

Lokalita Aruba na mapě světa

Kódy ISO 3166-2 pro Arubu neidentifikují žádné regiony.